# OS/2
OS/2 er et styresystem udviklet af IBM. Navnet betyder "Operating System/2", fordi det skulle være det foretrukne styresystem på IBM's "Personal System/2 (PS/2)"-produktserie af andengenerations personlige computere. Oprindeligt skulle OS/2 have erstattet MS-DOS og blev udviklet i et samarbejde mellem IBM og Microsoft. Derfor er OS/2, hvad angår udseende, anvendelse og funktionalitet på mange områder ikke vidt forskellig fra Windows; men der er også ligheder med UNIX. OS/2 1.0 blev udgivet i 1987.
Samarbejdet mellem IBM og Microsoft gik i opløsning, mens version 1.3 blev udviklet, da IBM overtog hele ansvaret for projektet. Microsoft og IBM havde oprindeligt indgået det kompromis, at IBM skulle udvikle OS/2 2.0, mens Microsoft skulle udvikle OS/2 3.0; men den aftale faldt helt til jorden. Microsoft udgav Windows 3.1 som sit svar på IBM's OS/2 2.0. Både Windows 95 og OS/2 kom til at understøtte 32-bits API'er.
Alt i alt lykkedes det ikke OS/2 at blive populær blandt forbrugerne og anvendes i dag overvejende indenfor visse nicher, hvor IBM traditionelt står stærkt. Eksempelvis i mange banker, særligt pengeautomater i USA (ATM'er), kører OS/2 med en tilpasset brugergrænseflade. Ikke desto mindre er der stadig et lille, trofast fællesskab af OS/2-brugere.
IBM annoncerede d. 12 Juli 2005, at de trak systemet tilbage fra markedet, og at der ikke længere ville ydes support på OS/2. De sælger dog stadig licenser til få eksisterende brugere af OS/2. Den seneste version fra IBM er 4.52, som blev udgivet til skrivebords- og serversystemer i december 2001. Den seneste udgave fra Serenity Systems, hvis udgave kendes under navnet eComstation, er 1.1, udgivet i maj 2003. IBM opfordrer deres kunder, som ofte har meget komplekse programmer, til at gå over til forretningsorienterede teknologier som Java og browserere på en platformsuafhængig måde. Når først kundernes programmer er overført anbefaler IBM at skifte til et andet styresystem uden at komme med specifikke anbefalinger.
Selvom nogle har håbet på, at IBM ville udgive OS/2 som Open Source vil det næppe ske, da OS/2 indeholder tredjepartskildekode primært fra Microsoft. Dog har Open Source-styresystemer som GNU/Linux allerede indirekte draget fordel af OS/2 via IBM's udgivelse af filsystemet JFS, som er tilpasset OS/2-kode.
OS/2 udvikles og sælges dog stadig, med IBM's velsignelse, af Serenity Systems under det nye navn eComStation eller blot eCS.